# Adolfo Beltrán
Adolfo Beltrán Ibáñez (Calamocha, 1860 - Valencia, 1929) fue un político español

## Biografía
Nacido en 1860 en el municipio turolense de Calamocha, procedía de una familia de ricos vinateros aragoneses que se estableció en Valencia. Inicialmente militó en Fusión Republicana, pero después se afilió al Partido de Unión Republicana Autonomista (PURA) de Vicente Blasco Ibáñez. Como representante del blasquismo obtuvo el acta de diputado en Cortes por los distritos electorales de Sueca y Valencia en las elecciones de 1907, 1920 y 1923. Cuando Félix Azzati se hizo con la jefatura del partido, Beltrán asumió la presidencia del Ateneo Mercantil de Valencia.